# ЗГ 80
„ЗГ 80” је хрватски играни филм из 2016. године. Режирао га је Игор Сереги а сценарио су написали Иво Баленовић и Роберт Чукина.

## Радња
Крајем 1980-их група навијача Динама и Хајдука креће у Београд на утакмицу између Црвене звезде и Динама. Након утакмице долази до навијачких обрачуна, а на београдским улицама настаје прави рат. Највећа драма за Динамове навијаче јесте то како се пробити до воза који ће их вратити у Загреб.

## Улоге
| Глумац            | Улога                    |
| ----------------- | ------------------------ |
| Рене Биторајац    | Крпа                     |
| Матија Кацан      | Филип                    |
| Марко Чиндрић     | Кизо                     |
| Филип Детелић     | Буба                     |
| Марко Јанкетић    | Дејо                     |
| Домагој Мркоњић   | Жути                     |
| Никола Ракочевић  | Пеђа                     |
| Милош Тимотијевић | Риле                     |
| Мијо Јуришић      | Ицо                      |
| Марио Петрековић  | Златкец                  |
| Игор Хамер        | Роко                     |
| Фрањо Јурчец      | Господин у потходнику    |
| Славица Кнежевић  | Госпођа у потходнику     |
| Наташа Дангубић   | Продавачица у продавници |
| Дамир Шабан       | Шеф продавнице           |
| Даница Максимовић | Дејина тетка             |
| Младен Андрејевић | Тетак Владимир           |
| Ива Манојловић    | Драгана                  |
| Денис Бризић      | Конобар у возу           |
| Весна Чипчић      | Баба на цести            |
| Срђан Милетић     | Таксиста                 |
| Никша Бутијер     | Кондуктер 1              |
| Јошко Шево        | Кондуктер 2              |
| Тарик Филиповић   | Милицајац из воза 1      |
| Дадо Ћосић        | Милицајац из воза 2      |
| Барбара Нола      | Учитељица                |
| Филип Мајер       | Мали Филип               |
| Лука Мијатовић    | Мали Дејо                |
| Тома Медвешек     | Мали Жути                |
| Карло Малоца      | Мали Кизо                |
| Ренато Корен      | Возач аутобуса           |
| Дајана Чуљак      | Филипова девојка Ана     |
| Иван Грчић        | Славонац                 |

Остале улоге ▼
| Глумац            | Улога                   |
| ----------------- | ----------------------- |
| Ненад Чирић       | Милицајац Стево         |
| Небојша Ђорђевић  | Милицајац Вашо          |
| Ђорђе Стојковић   | Делија 1                |
| Лазар Миљковић    | Делија Лазар            |
| Радован Вујовић   | Делија Аца              |
| Филип Дедакин     | Делија у цркви          |
| Вук Салетовић     | Аутомеханичар Миле      |
| Стефан Трифуновић | Аутомеханичар Симо      |
| Јаков Јевтовић    | Бата                    |
| Мина Николић      | Девојка из кафића 1     |
| Јелена Велковски  | Девојка из кафића 2     |
| Иван Ђорђевић     | Гробар Мишо             |
| Ненад Пећинар     | Гробар Заре             |
| Жељко Сарић       | Гробар 1                |
| Софија Рајовић    | Новинарка               |
| Давор Перуновић   | Делија Дуле             |
| Милица Гавриловић | Девојчица на ромобилу   |
| Небојша Љубишић   | Поп 1                   |
| Слађан Стаменић   | Поп 2                   |
| Славко Ивковић    | Циган који краде бабу   |
| Славко Матић      | Циган у пратњи          |
| Алекс Милисав     | Клинац                  |
| Марко Михајловић  | Милицајац 1             |
| Никола Ђорђевић   | Милицајац 2             |
| Моника Киш        | Стриптизета с пиштољем  |
| Владимирка Кукић  | Проститутка 1           |
| Тамара Тадић      | Проститутка 2           |
| Саша Вучетић      | Дебели у стриптиз клубу |
| Маца Сик          | Стриптизета 1           |
| Мица Рај          | Стриптизета 2           |
| Саша Петровић     | Возач                   |

## Награде и фестивали
- Пулски филмски фестивал 2017. године – Златна врата Пуле, Златна арена за маску (Бианка Жугељ и Татјана Томшић), Признање за најбољи наменски филм – форшпан хрватског дугометражног играног филма[2][4][3]
- Крајина филм фестивал 2017. године – Награда публике[2][3]
- Сарајево Филм Фестивал 2016. године[2][5]
- Авантура Филм Фестивал Задар 2016. године[2][3]
- Филмски фестивал Рејнденс 2016. године[2][6][3]
- Тузла Филм Фестивал 2016. године[2][3]